# 1404 w polityce
Wydarzenia polityczne w 1404 roku.

## Wydarzenia
- 17 października – Cosimo de' Migliorati zostaje papieżem.

## Urodzili się
- Yamana Sōzen, japoński gubernator.

## Zmarli
- 14 września – Albrecht IV Habsburg, książę Austrii.
- 1 października – papież Bonifacy IX.